# Antoine Rémy Polonceau
Pour les articles homonymes, voir Polonceau.
Antoine-Rémy Polonceau est un ingénieur français né le 8 novembre 1778 à Reims dans la Marne et mort à Roche (hameau d'Arc-et-Senans) dans le Doubs le 23 décembre 1847.

## Biographie
Formé à l'École Polytechnique de Paris (Promotion X1796), il devient ingénieur des Ponts et Chaussées. Il commence sa carrière en s'occupant des routes des Alpes (routes du Simplon, celle des Échelles et de Grenoble à Briançon) ; il termine la route du Mont-Cenis et du Lautaret entre 1808 et 1812.
En 1815 il devient ingénieur en chef du département de Seine-et-Oise, puis inspecteur divisionnaire en 1830. Sa plus grande réalisation sera l'innovant pont du Carrousel, à Paris, entre 1831 et 1834. Il réalise un pont en arc alors que la tendance était aux ponts suspendus. La structure complexe en fonte et en bois de l'ouvrage est aussi très audacieuse, même si son esthétique est à l'époque critiquée. Antoine-Rémy Polonceau écrira d'ailleurs des mémoires sur l'utilisation de la fonte dans ce pont.

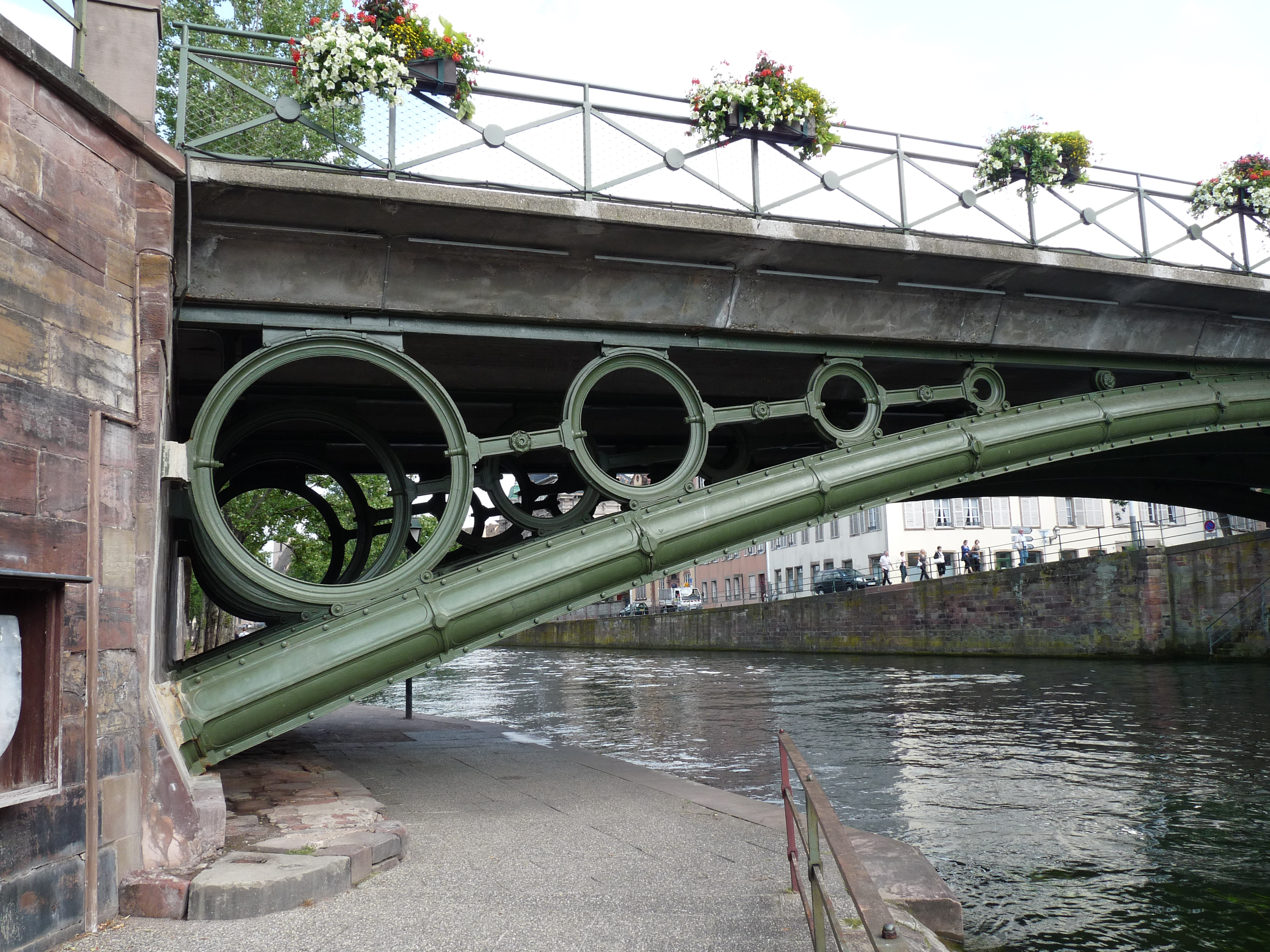
Pont Saint-Thomas de Strasbourg (détail)

En collaboration avec Jean-Baptiste Bellanger, il étudie le tracé du chemin de fer de Paris à Rouen par la vallée de la Seine.
Il fonde avec Marc Seguin le groupe « Polonceau-Seguin », responsable de la construction du viaduc de Meudon entre 1838 et 1840. Il réalise aussi les plans du pont Saint-Thomas, construit en 1841 à Strasbourg en Alsace. Il s'agit, comme le pont du Carrousel, d'un ouvrage en fonte, mais celui-ci est toujours utilisé de nos jours.
De 1846 à 1849, il remplace trois arches de l'ancien pont de Poissy par une arche marinière en fonte de trente-deux mètres destinée à faciliter la navigation, d'après son brevet de 1831 sur les arcs en fonte des ponts métalliques.
Il prend sa retraite le 1er janvier 1840, mais continue à promouvoir l'amélioration des techniques de construction routière, en préconisant notamment l'usage du rouleau compresseur.
Il était en outre passionné d'agronomie, et fut, avec Auguste Bella, le créateur de l'Institution royale agronomique de Grignon.

## Famille
- Joseph Antoine Polonceau (Reims, 1750-Reims,1793) marié en 1774 avec Jeanne Rosalie Proulin (Reims, 1756-Versailles, 1821)
  - Antoine Rémy Polonceau (Reims, 1778-Roche, 1847) marié en 1812 avec Adèle Antoinette Chaper (Paris, 1791-1840)
    - Camille Polonceau (1813-1859) marié en 1853 avec Marie Bérenger (1828-1912), fille d'Alphonse Bérenger de la Drôme, sœur de Marthe Bérenger mariée à Ernest Gustave Polonceau. Il est également ingénieur, se distingua dans l'amélioration du service de la traction à la Compagnie du chemin de fer de Strasbourg à Bâle puis à celle de Paris à Orléans.
      - Claire Marie Sophie Polonceau (1854- ) mariée en 1874 avec Gaston de Bousquet (vers 1850- )
      - Hortense Polonceau (1855-1911) mariée avec Maurice Marc Sabatier (1841-1915)
      - René Polonceau (1858-1949) marié en 1889 avec Jeanne Delapalme (1869-1950)

  - Jean Armand Polonceau (Reims, 1781-Bois-d'Arcy, 1851) marié en 1810 avec Elisabeth Marie Charles Bellon (Dieppe, 1790-1854)
    - Gustave Ernest Polonceau (Paris, 1832-1900), officier de la Légion d'honneur[6], marié en 1862 avec Marthe Bérenger (1836-1896), fille d'Alphonse Bérenger de la Drôme
      - Cécile Marie Renée Polonceau (1870- ) mariée en 1899 avec Adrien Girardon (1861-1953), fils de Pierre Gustave Girardon

## Hommages
- Une rue porte son nom dans le 18e arrondissement de Paris.
- L’un des prix annuels du lycée de garçons portait le nom de la famille Polonceau.

## Publications
- Note sur la race des vaches suisses du canton de Schwitz, lue dans la séance publique du 29 juillet 1827 de la Société centrale d’Agriculture et des Arts du département de Seine-et-Oise, Versailles : Impr. de la Société, 1827, in-8°.
- Notice sur quelques parties des travaux hydrauliques, Carillan-Goeury, Paris, 1829 (texte intégral sur Gallica ).
- Note sur l'emploi du bitume pour les toitures, Imprimerie Huzard, Paris, 1829.
- Observations sur les routes, suivies de propositions sur leur amélioration et sur leur entretien, Carillan-Goeury, Paris, 1829 (texte intégral sur Gallica. )
- (en collaboration avec Jean-Baptiste Bélanger) Compagnie Riant. Chemin de fer de Paris à Rouen, au Havre et à Dieppe, par la vallée de la Seine, impr. de Moreau et Bruneau, Paris, 1837 (texte intégral sur Gallica ).
- Nouveau système des ponts en fonte, suivi dans la construction du pont du Carrousel, Paris : Carilian-Goeury : Victor Dalmont, 1839 (Lire en ligne)
- Notice sur l'amélioration des routes en empierrement, Paris, L. Mathias, 1844.
- Notice sur la compression des chaussées en empierrement par des cylindres de grand diamètre, Paris 1844.
- Description de plusieurs perfectionnements étudiés et proposés au système d'arcs en fonte exécuté au pont du Carrousel, dans le but d'augmenter la résistance des arcs de fonte en tubes elliptiques, de diminuer leur prix d'exécution, et de faciliter leur application aux ponts et viaducs des chemins de fer ; suivie d'observations sur des modifications proposées dans la disposition des tympans, dans Annales des ponts et chaussées. Mémoires et documents relatifs à l'art des constructions et au service de l'ingénieur, 1844, 2e semestre, p. 197-253 et planches 71 et 72 (lire en ligne)
- Des récoltes de foin, Besançon : Impr. de Sainte-Agathe aîné, 1845, in-8°, 14 p.
- Note sur les débordements des fleuves et des rivières, Paris : Librairie Scientifique-Industrielle, 1847, in-8°, 72 p. et 1 planche.